# HD 39190
HD 39190，又名CD-23 3135，SAO 170892、HR 2026，是一颗恒星，视星等为5.87，位于銀經227.82，銀緯-23.29，其B1900.0坐标为赤經5h 45m 42.9s，赤緯-23° -23.29′ 7″。